# متیو لبه
متیو لبه (انگلیسی: Matthieu Labbé؛ زادهٔ ۲۵ ژانویهٔ ۱۹۸۵) بازیکن فوتبال اهل فرانسه است.